# Patrick Pion
Patrick Pion, alias Fréon, né en 1976, est un dessinateur et scénariste de bande dessinée.

## Biographie
Patrick Pion passe un Bac en arts plastiques. Il intègre l'École des Arts Décoratifs de Strasbourg, la Faculté d'Arts Plastiques puis les Beaux Arts d'Angoulême, où il reste pendant deux ans. Il fait la connaissance d'Alex Alice et rejoint l'atelier parisien qu'il partage avec Mathieu Lauffray et Denis Bajram. Il travaille brièvement en indépendant dans l'illustration et les jeux vidéo (il est designer sur le jeu Alone in the Dark: The New Nightmare). Pressenti pour être le dessinateur de la série Sanctuaire de Xavier Dorison, il s’attelle finalement seul à une série de science fiction : Chrome, aux éditions Dargaud.
Il signe deux livres avec Gabriel Delmas aux éditions Carabas Révolution: Moloch Jupiter Superstar, et l'Extravagant Monsieur Pimus, deux albums punk et déjantés. En 2007 sort le premier volume d'une nouvelle série avec Mathieu Sapin: Megaron, chez Dargaud, qui se veut de l'heroïc fantasy parodique. Puis il dessine Mezzo tinto chez Carabas.
Il travaille dans l'atelier des Kerascoët pour la réalisation de l'album Cœur de Glace dont Marie Pommepuy (Jolies Ténèbres) signe le scénario, adapté de La reine des neiges d'Andersen.

## Albums
- Tomb Raider (Glénat), par Alex Alice (scénario) et Freon (dessin).
  - Dark Aeons (mars 1999)
- Chrome, Dargaud
  1. Materia Prima, 2002
  2. Dissection, 2005
- Moloch Jupiter Superstar Carabas Révolution, Gabriel Delmas (scénario) et Patrick Pion (dessin), 2005
- L'extravagant monsieur Pimus Carabas Révolution, Gabriel Delmas (scénario) et Patrick Pion (dessin), 2006
- Mezzotinto Carabas révolution, 2007
- Jérusalem Glénat, scénario de Richard Marazano, 2008
- Mégaron (Dargaud), par Mathieu Sapin (scénario) et Patrick Pion (dessin).
  1. Le Mage exilé, 2007
  2. L'antistase de l'héritier, 2009
- Cœur de glace, Dargaud coll. Long Courrier, Marie Pommepuy (scénario) et Patrick Pion (dessin), 2011
- Les Rêves dans la maison de la sorcière, scénario de Mathieu Sapin d'après une nouvelle de Howard Phillips Lovecraft, Rue de Sèvres, 2016
- Sigrid, Delcourt
  1. Sur cette terre inconnue , 2021
  2. Les maîtres de ce pays , 2022
- Lombric, Soleil, scénario de Mathieu Sapin, 2022

## Expositions
- Dessins et Planches Originales, Galerie 9e Art (Paris), février-mars 2011
- Premières Plumes, exposition collective, Galerie Artoyz, mai-juin 2011

## Autres
- Fréon est le coloriste du tome 1 Feu Destructeur de la série Les Mémoires mortes (scénario Denis Bajram, dessins Lionel Chouin), Les Humanoïdes Associés, 2000.
- Celtes et Gaulois,Editions Fleurus, documentaire 72p. 1 DVD, 2006